# Zachaetomyia atriventris
Zachaetomyia atriventris är en tvåvingeart som beskrevs av Malloch 1933. Zachaetomyia atriventris ingår i släktet Zachaetomyia och familjen myllflugor. Inga underarter finns listade i Catalogue of Life.